# Edificio del Banco de España (Almería)
La antigua sucursal del Banco de España es un edificio situado en Almería (provincia de Almería, Andalucía, España) construido en 1953 dentro del estilo triunfalista imperante durante la dictadura franquista.

## Historia y descripción
El edificio sustituye a uno anterior construido por Enrique López Rull en 1902. El proyecto está firmado por Romualdo de Madariaga, de 1953. Su tipología es monumental; de carácter neoclásico y racionalista, estilos propios de la arquitectura del franquismo. Destaca el revestimiento pétreo de la fachada y las poderosas cornisas, cuyo objetivo es remarcar la sobriedad y monumentalidad.
La sucursal fue cerrada el 31 de diciembre de 2003, dentro del proceso de reestructuración para la integración en el sistema europeo de bancos centrales. El edificio pasó a Patrimonio Nacional y, en 2005, fue adquirido por el Ministerio de Economía para su delegación provincial. La rehabilitación costó cuatro millones de euros, duró 14 meses, y el edificio reabrió sus puertas para su nueva funcionalidad en septiembre de 2009.